# Supercoppa italiana (beach soccer femminile)
La Supercoppa di Lega di beach soccer femminile è un trofeo istituito nel 2023 dalla LND - Dipartimento Beach Soccer. Viene assegnata ogni anno tra la vincente del campionato di Serie A e la vincente della Coppa Italia della stagione precedente.

## Albo d'oro
| Edizione | Vincitore (volta) | Data           | Campione d'Italia | Vincitore o finalista di Coppa Italia | Risultato | Sede        | Note        |
| -------- | ----------------- | -------------- | ----------------- | ------------------------------------- | --------- | ----------- | ----------- |
| 2023     | Genova (1)        | 21 luglio 2023 | –                 | Genova Catania SSD                    | 2-0       | Cirò Marina | [ 3 ] [ 4 ] |
| 2024     | Cagliari (1)      | 23 giugno 2024 | Lady Terracina    | Cagliari                              | 1-2       | Gaeta       | [ 5 ]       |

### Titoli per squadra
| Squadra        | Vittorie | Edizioni vinte | Sconfitte | Edizioni perse |
| -------------- | -------- | -------------- | --------- | -------------- |
| Genova         | 1        | 2023           | –         | –              |
| Cagliari       | 1        | 2024           | –         | –              |
| Catania SSD    | –        | –              | 1         | 2023           |
| Lady Terracina | –        | –              | 1         | 2024           |